# 647 Adelgunde
647 Adelgunde eller 1907 AD är en asteroid i huvudbältet, som upptäcktes 11 september 1907 av den tyska astronomen August Kopff i Heidelberg. Ursprunget till namnet är okänt.
Asteroiden har en diameter på ungefär 9 kilometer.